# Cryptocephalus spurcus
Cryptocephalus spurcus är en skalbaggsart som beskrevs av J. L. Leconte 1858. Cryptocephalus spurcus ingår i släktet Cryptocephalus och familjen bladbaggar.

## Underarter
Arten delas in i följande underarter:
- C. s. spurcus
- C. s. vandykei